# Towarzystwo Opieki nad Ociemniałymi
Towarzystwo Opieki nad Ociemniałymi – stowarzyszenie posiadające status organizacji pożytku publicznego, które ma na celu otaczanie niewidomych i ociemniałych wszechstronną opieką w zaspokajaniu ich potrzeb edukacyjno-wychowawczych, rehabilitacyjnych, socjalnych i religijnych.
Towarzystwo prowadzi Zakład dla Niewidomych w Laskach.

## Powstanie Towarzystwa
Pomysł założenia stowarzyszenia, które zajmowałoby się pomocą niewidomym, podsunął ociemniałej hrabiance Róży Czackiej warszawski okulista dr Bolesław Ryszard Gepner. Pierwsze zebranie w tej sprawie miało miejsce 19 listopada 1908 roku w Pałacu Czackich w Warszawie przy ul. Nowozielnej 49. Statut przyszłej organizacji ułożył w roku 1910 prawnik i działacz polityczny, wtedy już ociemniały, Stanisław Bukowiecki. W październiku tego roku złożono wniosek o zarejestrowanie stowarzyszenia pod nazwą „Towarzystwo Opieki nad Ociemniałymi w Królestwie Polskim” do carskiego Urzędu Gubernialnego do spraw Stowarzyszeń w Warszawie. Towarzystwo wpisane zostało do rejestru stowarzyszeń 11 maja 1911 roku pod numerem 281. Członkami założycielami byli: Róża Maria hr. Czacka, Bolesław Ryszard Gepner – dr okulista, Antoni Górski – właściciel ziemski, Wanda z Badenich hr. Krasińska, Stanisław Bukowiecki – adwokat przysięgły, Aleksander Jackowski – adwokat przysięgły.
Towarzystwo ukonstytuowało się powołując Zarząd i Komisję Rewizyjną w dniu 22 listopada 1911 roku. Na zebraniu organizacyjnym w tym dniu przyjęto także 73 nowych członków. 25 maja 1927 roku Walne Zgromadzenie Towarzystwa Opieki nad Ociemniałymi w Królestwie Polskim podjęło uchwałę o korekcie statutu oraz zmianie nazwy na obecną. Złożono także wniosek o ponowny wpis do rejestru stowarzyszeń, tym razem już w odrodzonej Rzeczypospolitej Polskiej. Stosowny wpis w rejestrze został dokonany 24 marca 1928 roku pod numerem 130.

## Działalność w okresie międzywojennym
Róża Czacka już w 1910 roku wynajęła mieszkanie przy ulicy Dzielnej 37 w Warszawie, które przeznaczyła na przytułek dla 10 niewidomych dziewcząt. Miały one tam zapewnione całkowite utrzymanie, opiekę oraz naukę czytania i pisania alfabetem Braille'a, naukę śpiewu, koszykarstwa, trykotarstwa ręcznego i wyplatania krzeseł.
W 1911 roku rozpoczął działalność Patronat Towarzystwa – opieka otwarta dla niewidomych mieszkających w rodzinach. Objęto opieką pięćdziesiąt pięć rodzin osób niewidomych, rok późnej otrzymało ją już stu dziesięciu niewidomych i ich rodziny. W 1913 roku przeniesiono zakład dla dziewcząt z ulicy Dzielnej 37 na ulicę Złotą 76. Tam też powstała ochronka dla ośmiorga dzieci. Na ulicy Dzielnej 37 pozostał przytułek dla ośmiu starych niewidomych kobiet (istniał do 1917 roku) i warsztaty koszykarskie. Natomiast przy ulicy Pięknej 22 Towarzystwo założyło w 1913 roku szkołę dla niewidomych chłopców z językiem wykładowym polskim, gdzie uczono metodami specjalnymi dla niewidomych i po raz pierwszy w Polsce wprowadzono naukę czytania i pisania pismem Braille'a po polsku. Powstał też warsztat koszykarski i internat dla mężczyzn i chłopców. Do 1914 roku Towarzystwo Opieki nad Ociemniałymi zarządzało także przytułkiem dla niewidomych starców w Żyrardowie.
Do wybuchu pierwszej wojny światowej w placówkach Towarzystwa mieszkało, uczyło się i pracowało sześćdziesięciu czterech niewidomych podopiecznych w różnym wieku. Opieka Patronatu obejmowała czterdzieści trzy osoby, stu dwunastu niewidomych i ich rodziny otrzymywały skromny zasiłek miesięczny. W 1915 roku w pałacyku przy Nowozielnej zamieszkały niewidome dzieci i dziewczęta. Niewidomi chłopcy znaleźli miejsce na ulicy Złotej 36. Staruszki pozostały na Dzielnej 37. Biuro i Biblioteka Brajlowska mieściły się przy ulicy Pięknej 22.
Przez okres wojny opieką objęto czterdziestoosobową grupę dzieci starszych i jedenaścioro małych dzieci. W 1918 roku Towarzystwo wynajęło na ulicy Polnej 40 trzy lokale dwupokojowe i jeden czteropokojowy dla niewidomych dziewcząt (21 podopiecznych) i na ochronkę (9 dzieci). Chłopcy (12 wychowanków) i dorośli niewidomi mężczyźni (10 szkolących się w koszykarstwie) zostali przeniesieni na ul. Emilii Plater 7. Biuro i Patronat powróciły na Nowozielną 49. W 1920 roku Towarzystwo udzielało pomocy pięćdziesięcioosobowej grupie dzieci i młodzieży; Patronat opiekował się pięćdziesięcioma osobami niewidomymi i ich rodzinami.
W 1921 roku rozpoczyna się budowa zakładu w Laskach – instytucji centralnej Towarzystwa dającej ociemniałym przygotowanie do pracy, warsztat pracy i schronienie, szkoły dla dzieci, internaty, wytwórnie, szpital i schronienie dla starców i niezdolnych do pracy. W 1922 roku przeniesiono z Warszawy do Lasek jedenaścioro dzieci, nauczycielkę i siedem sióstr zakonnych, a w 1926 roku – wszystkie działy opieki zamkniętej. Przy ulicy Polnej 40 pozostały biuro Towarzystwa i Patronat. W 1930 roku Towarzystwo kupiło posesję pofabryczną na ulicy Wolność 4, składającą się z kilku budynków – piętrowego murowanego domu, budynku piętrowego murowanego, parterowego drewnianego baraku i drewnianej szopy. Przeniesiono tam biuro i Patronat.
W 1918 r. Jadwiga Poletyło zapisała testamentem na rzecz Towarzystwa 200 tys. rubli w srebrze, zabezpieczonych hipotecznie na majątku Kraśniczyn Lubelski, na cele i potrzeby dzieła pomocy niewidomym. Jej spadkobierca Karol Raczyński, nie mogąc spłacić wartości tego legatu, zwrócił go w 1934 r. w postaci 812 ha gruntów ornych i lasu, z siedzibą administracji w Żułowie. Matka Elżbieta Czacka planowała urządzić tam dom dla starszych niewidomych kobiet. Udało się zrealizować ten plan dopiero po wojnie.

## Przyjęcie wyraźnie katolickiego profilu działalności
Od dnia ukonstytuowania się Towarzystwa do roku 1922 kilkakrotnie zmieniał się skład jego Zarządu. Założycielami Towarzystwa i członkami pierwszych organów zarządzających były osoby o silnie katolickiej proweniencji. W miarę upływu czasu wśród osób zarządzających organizacją wzrastała liczebność zwolenników działań o charakterze wyraźnie laickim, utrzymujących się w nurcie pozytywistycznym, poprzestających na działaniu filantropijnym w oderwaniu od aspektów duchowych w dziele pomocy niewidomym. Przyobleczenie habitu zakonnego przez Różę Czacką wywołało wśród niektórych z nich wyraźnie niechętne reakcje. Dalszym powodem niesnasek było utworzenie Zgromadzenia Sióstr Franciszkanek Służebnic Krzyża i zaangażowanie osób duchownych w bieżące prowadzenie placówek Towarzystwa. Z drugiej zaś strony ciągłym zmartwieniem Matki Czackiej była nieznajomość kwestii tyflologicznych wśród członków Zarządu Towarzystwa i niedocenianie problemu wdrażania nowoczesnych metod rehabilitacji niewidomych.
W tej sytuacji na posiedzeniu Zarządu w 1922 roku Róża Czacka zasygnalizowała możliwość wyprowadzenia ze struktur Towarzystwa osób związanych ze swoim otoczeniem i rozpoczęcie działalności pod innym szyldem. Reakcją było podanie się Zarządu do dymisji. Ukonstytuował się nowy Zarząd, w skład którego weszli: Matka Czacka, ks. Władysław Korniłowicz, mecenas Wacław Bitner, Ludwik Antoni Dobraczyński (ojciec znanego katolickiego pisarza Jana), mecenas Cels Fabiani, Irena Hebdzyńska, baronowa Krumpel O'Connor, Antoni Józef Marylski, hrabia Józef Tyszkiewicz. Data ta stanowi cezurę w podjęciu przez Towarzystwo opracowanej przez Matkę Czacką idei Triuno, według której na równych prawach współpracują ze sobą osoby niewidome, świeccy i siostry zakonne dążąc do jednego celu – by w dziele pomocy niewidomym ukazała się chwała Trójjedynego Boga. Idea ta jest alternatywnie określana jako Dzieło Lasek lub Dzieło Matki Czackiej.

## Działalność w okresie II wojny światowej
Formalnie działalność Towarzystwa w czasie wojny została zawieszona. Ośrodek w Laskach jednak pełnił nadal swoją funkcję opiekuńczą pod nazwą Zakład dla Niewidomych. Także i warszawskie placówki wciąż wspomagały niewidomych. Po utworzeniu Getta warszawskiego, na terenie którego znalazła się posesja przy ul. Wolność 4, biura przeniesiono pod adres Sienna 63. Po rozszerzeniu granic Getta i włączeniu w jego zakres ul. Siennej nastąpiła kolejna przeprowadzka na ul. Elektoralną 9. Część podopiecznych i sióstr zakonnych z Lasek i z Warszawy ewakuowano do Żułowa. W szczególności zadbano o ty, by osoby pochodzenia żydowskiego, zwykle zaopatrzone w zmienione metryki i akty chrztu, zostały umieszczone w bezpiecznych miejscach.
W czasie Kampanii wrześniowej wiele obiektów Towarzystwa zostało zniszczonych lub w znacznym stopniu ucierpiało. Straty materialne w Laskach sięgały 75%. Po jednym z bombardowań, spod gruzów jednego z budynków przy ul. Wolność 4 w Warszawie wydobyto ciężko ranną Matkę Czacką i kilka innych sióstr Zgromadzenia. Mimo trudnych okoliczności, prócz ciągłej pracy na rzecz niewidomych, zarówno w Warszawie jak i w Laskach siostry franciszkanki i pracownicy świeccy Towarzystwa nieśli pomoc rannym żołnierzom, organizowali szpitale, pełnili służbę przeciwpożarową.
Lata okupacji były dla Towarzystwa okresem ciężkiej próby. Należało odbudować, przynajmniej w niezbędnym zakresie, zniszczone mienie. Część budynków została zajęta przez Niemców, a na wschodzie przez Sowietów. Występowały olbrzymie problemy z zaopatrzeniem w żywność i z finansowaniem Zakładu. Nadal jednak prowadzono statutową działalność w zakresie opieki nad niewidomymi, rozszerzając ją dodatkowo na sieroty wojenne, dzieci nie obarczone inwalidztwem wzroku. Pomocą obejmowano również osoby i rodziny, które przed wojną mocno angażowały się w rozwój Towarzystwa, zaś czasach okupacji popadły w trudności życiowe. We wszystkich placówkach udzielano aktywnego wsparcia walczącemu podziemiu. Wielu pracowników świeckich Towarzystwa było członkami ugrupowań niepodległościowych, duchowni Dzieła Lasek pełnili posługi kapłańskie w oddziałach partyzanckich. Zakład w Laskach udzielał schronienia osobom zaangażowanym w ruch oporu. Prowadzono tajne nauczanie.
W roku 1944 Matka Czacka podjęła decyzję o przystąpieniu placówki w Laskach do Powstania warszawskiego. Mimo stałej obecności żołnierzy niemieckich na terenie Zakładu urządzono tu szpital powstańczy, zaopatrywano żołnierzy AK w prowiant i broń, zorganizowano skrzynki kontaktowe i łączność. Ciężkie walki w okolicach Puszczy Kampinoskiej spowodowały kolejne straty materialne w laskowskich zabudowaniach.

## Okres powojenny
Towarzystwo zostało formalnie reaktywowane decyzją prezydenta m. st. Warszawy z dnia 10 lutego 1947 roku i wpisane do rejestru stowarzyszeń. Przystąpiono do odbudowy zniszczeń wojennych. Niestety, na skutek reformy rolnej utracone zostały znaczne obszary ziemi uprawnej, stanowiące zasoby aprowizacyjne dla działalności Towarzystwa. Część placówek zostało upaństwowionych, inne utracone na skutek zniszczeń. Miały także miejsce działania dla przejęcia przez władze komunistyczne Zakładu w Laskach.
Towarzystwo utrzymało swoją formułę prawną i charakter ideowy dzięki determinacji osób duchownych i świeckich zaangażowanych w Dzieło Lasek. W trudnych momentach mocno wspierała autonomię organizacji hierarchia kościelna, znane osoby życia publicznego i literackiego, środowiska niewidomych. Odbudowa i rozwój placówek Towarzystwa były możliwe głównie dzięki prywatnym darczyńcom, szczególnie z kręgów Polonii amerykańskiej.

## Towarzystwo w kulturze
W dniu 14 października 2011 roku Narodowy Bank Polski wprowadził do obiegu monety „Europa bez Barier - 100-lecie Towarzystwa nad Ociemniałymi”, o nominałach:
- 10 zł wykonaną stemplem zwykłym w srebrze (oksydowane),
- 2 zł wykonaną stemplem zwykłym ze stopu Nordic Gold.